# 米貝ミャオ族郷
米貝ミャオ族郷（べいばいミャオぞくきょう）は中華人民共和国湖南省懐化市新晃トン族自治県の民族郷。

## 行政区画
- 爛泥村
- 茶坪村
- 竹坡村
- 趙家渓村
- 富家沖村
- 石羊洞村
- 米貝村
- 潭洞村
- 大塘村
- 練渓村
- 黄連村
- 阿界村
- 同良山村
- 歇場坡村
- 碧李橋村
- 左渓村

## 歴史
1956年、米貝郷を設立。1984年、米貝ミャオ族郷と改称。2015年10月、碧朗郷の比足村・古堆村・碧朗村・団結村・渓谷村・阿覓村・化渓村・興隆村などは米貝苗族郷に合併されている。

## 経済

### 名物・特産品
- ナマズ目
- ネズッポ科
- チュウゴクオオサンショウウオ
- オニノヤガラ
- トチュウ
- ユリ
- クリ属
- 梅干し
- ミカン属
- 木炭
- モウソウチク

## 地理
米貝ミャオ族郷は新晃トン族自治県東南部に位置し、北は歩頭降ミャオ族郷と、東及び東南は芷江トン族自治県と、西は中寨鎮と、南は貴州省天柱県とそれぞれ接している。
- 河川：清水江、中和渓
- 山：張家界（1028メートル）、滑板渓（314メートル）